# Гай Калпетан Ранций Седат
Гай Калпетан Ранций Седат (на латински: Gaius Calpetanus Rantius Sedatus) е политик и сенатор на Римската империя през 1 век.
Той е осиновен от Гай Стаций Руф. През 45 г. Седат е curator tabulariorum publicorum. През март и април 47 г. Седат e суфектконсул на мястото на император Клавдий заедно с Марк Хордеоний Флак. След това е легат (legatus Augusti pro praetore Dalmatiam) в Далмация.
Седат осиновява Гай Валерий Фест (суфектконсул 71 г.).